# فرودگاه شیمانوفسک
فرودگاه شیمانوفسک فرودگاهی عمومی واقع در شیمانوفسک در کشور روسیه است.